# Michail Vasil'ev
Michail Aleksandrovič Vasilʹev, spesso traslitterato in Vasiliev o Vassilev (in russo Михаил Александрович Васильев?; Mosca, 8 giugno 1962), è un allenatore di hockey su ghiaccio ed ex hockeista su ghiaccio sovietico, che ha militato a lungo nel campionato italiano.

## Carriera
Esordì con la maglia del CSKA Mosca non ancora ventenne, nella stagione 1981-82, ritagliandosi subito un posto da titolare. Con la squadra dell'Armata Rossa giocò fino a tutta la stagione 1987-88, dunque per sette stagioni, vincendo 7 volte il campionato ed altrettante volte la Coppe dei campioni. A questi successi va aggiunta anche una Coppa sovietica (1988).
In quegli anni giocò anche con la nazionale sovietica. Vinse un oro alle olimpiadi di Sarajevo 1984, e disputò tre mondiali, vincendo un oro (1983), un argento (1987) ed un bronzo (1985). In tutte e tre le edizioni i sovietici si laurearono comunque campioni d'Europa: dal 1983 al 1991, infatti, la squadra europea che si fosse classificata meglio in una particolare classifica che teneva conto esclusivamente degli incontri disputati tra squadre europee nei gironi preliminari dell'edizione di quell'anno del campionato del mondo, diveniva campione d'Europa.
Dopo una stagione al Lokomotiv Yaroslavl (che all'epoca si chiamava ancora Torpedo), nel 1990 Vassilev approdò nel campionato italiano, al Selva HC in serie A2. Coi gardenesi disputò due campionati, prima di esser messo sotto contratto da una squadra della massima serie, l'AS Mastini Varese Hockey. Coi bosini viene eliminato nei quarti di finale per lo scudetto nel 1992-93, mentre in semifinale la stagione successiva (la squadra perderà poi anche la finalina per il terzo posto contro il Courmaosta).
Dal 1994 Vassilev si trasferì stabilmente, ad eccezione di due brevi parentesi in Russia e Danimarca, a Bolzano: dapprima (1994-95 e 1995-96) con l'EV Bozen 84, di cui fu allenatore-giocatore, in serie A2; poi all'Hockey Club Bolzano per le successive cinque stagioni. Coi biancorossi vinse tre scudetti (1997, 1998 e 2000, anche se in quest'ultima stagione disputò solo due incontri), prima di ritirarsi definitivamente nel 2001.
Ha poi intrapreso la carriera di allenatore.